# 李简 (杨吴)
李简（9世纪？—929年9月22日），上蔡人，唐朝末年、五代十国杨吴将领。
李简在杨行密麾下为亲将。孙儒屯广陵，杨行密出兵交战，被孙儒所困，差点出不来。李简帅敢死士百人，将杨行密救出重围，有功。后来官至常州刺史。杨隆演时，李简与李遇等不服徐温。李遇被诛，李简转任武昌军节度使。武义元年（919年），加镇西大将军、兼侍中。太和元年（929年）因病请求回到江都，途中八月十七日（929年9月22日），李简在采石去世。徐知询是李简的女婿，留下李简亲兵二千人在金陵，表荐李简之子李彦忠代父镇鄂州。当时徐知诰辅政，不同意。徐知询大怒：“刘崇俊，是兄长之亲，三世为濠州刺史。李彦忠是我的妻族，为什么不能世镇武昌。”